# Klaga månde Elektra
Klaga månde Elektra (originaltitel: Mourning Becomes Electra) är en teaterpjäs-trilogi av Eugene O'Neill, första gången uppsatt den 26 oktober 1931 i New York. Pjäsen filmatiserades 1947 av Dudley Nichols, och blev även opera – Mourning Becomes Electra – 1967 tonsatt av Marvin David Levy med världspremiär på Metropolitan i New York.

## Handling
Pjäsen förflyttar den antika sagan om Orestes, Agamemnons son, till amerikanska inbördeskriget. Agamemnon är nu general Mannon; Klytaimnestra är hans andra hustru Christine; Orestes är hans son Orin; Elektra är hans dotter Lavinia.
Likt en grekisk tragedi innehåller pjäsen kärlek, otrohet, hämnd och mord. Pjäsen kan tolkas ur ett freudianskt perspektiv, med oidipuskomplex och elektrakomplex.

## Om pjästrilogin
Klaga månde Elektra består av de tre delpjäserna Hemkomsten, De jagade och De fördömda. Temat är detsamma som hos de tre pjäserna i Orestien-trilogin – Agamemnon, Gravoffret och Eumeniderna – av Aiskylos. De tre pjäserna spelas aldrig separat, utan hela Elektratrilogin brukar alltid sättas upp som en enda pjäs. Varje delpjäs består av 4–5 akter.